# Метаболічні кінази
Метаболічні кінази — група ферментів змінюючих форму шляхом індукованого припасування при зв'язуванні субстрату, утворюючи фермент-субстратний комплекс. Ферменти повинні зв'язувати свої субстрати, перш ніж вони зможуть каталізувати будь-яку хімічну реакцію. Ферменти зазвичай дуже конкретні щодо того, з якими субстратами вони зв'язуються, а потім каталізується хімічна реакція.

## Фосфогліцерат-кіназа 1 (PGK-1)
Основна стаття: Фосфогліцераткіназа-1.
Фосфогліцерат-кіназа 1 (EC 2.7.2.3) (PGK-1) — це фермент, що відноситься до класу трансфераз. Один з двох ізоферментів PGK в організмі людини. Каталізує оборотний перенос фосфатної групи з 1,3-бісфосфогліцерату (1,3-BFG) на аденозиндифосфат (АДФ) з утворенням 3-фосфогліцерату (3-PG) та аденозинтрифосфату (АТФ). Внаслідок оборотності процесу, грає роль як в гліколізі, так і в глюкогенезі.
На додаток до своєї ролі гліколітичного ферменту, доведено що PGK-1 діє як білок альфа-кофактор полімерази (білок розпізнавання праймерів).
Показано, що при ракових захворюваннях може діяти як тіол-редуктаза, руйнуючи плазмін. Вивільнений в процесі ангіостатин інгібує ангіогенез (виникнення і ріст кровеносних судин) в пухлині, завдяки цьому сповільнюється її ріст і зменшується ризик виникнення метастаз.

### Ізоферменти
У людини виявлено два ізоферменти PGK, PGK-1 та PGK-2. Ізоферменти мають 87-88 % ідентичності амінокислотної послідовності, PGK-1, кодований на X -хромосомі, експресується у всіх клітинах, на відміну від свого ізоферменту PGK-2 унікального для мейотичних та постмейотичних сперматогенних клітин.

### Структура
PGK еукаріот є вкрай консервативним в процесі єволюції, існує у вигляді мономера (415 ланок) білобальної структури, що складається з двох доменів, які відповідають N- і C-кінцю білка. Два домени розділені щілиною та з'єднані 2 альфа спіралями. Кожен домен складається з 6-ланцюгового бета-шару, оточеного альфа-спіралями 3-фосфогліцерат (3-PG) зв'язується з N-кінцем, тоді як нуклеотидні субстрати, Mg-ATP або Mg-ADP, зв'язуються з C-кінцем ферменту. Відкрита конформація PGK є більш стабільною завдяки впливу гідрофобної області білка при закритті домену.

### Механізм дії
Без впливу зовнішніх факторів молекула ензиму існує в розгорнутій формі. Згортання не починається без зв'язування обох субстратів (Mg-АДФ та 3-PG). Відомо, що за відсутності магнію ферментативна активність PGK-1 відсутня. Цей двовалентний метал нейтралізує подвійний негативний заряд фосфатної групи полегшуючи нуклеофільну атаку, така стабілізація є типовою для фосфотрансфераз.
Після зв'язування треозного і нуклеотидного фрагменту з доменами ферменту відбуваються конформаційні зміни, «молекулярний шарнір» зближує C-кінець з N-кінцем. Рушійною силою зближення є ефект «молекулярного скупчення», що спрощує згортання під тиском об'єму оточуючих макромолекул. Більш енергетично вигідний закритий перехідний стан, в якому всі три атоми оксигену фосфатної групи зв'язані на відміну від двох зв'язаних у відкритому стані веде до утворення закритої конформації. При цьому проходить перенос фосфат йону за допомогою Lys219 з 3-BGP на АДФ з утворенням АТФ.

### Хвороби
Відомо, що мутації в PGK-1, призводять до порушення клітинного дихання еритроцитів. Оскільки фосфогліцераткіназа-1 кодується на Х-хромосомі (аутосомно-рецесивний тип) то, як правило, мутації мають симптоматичні наслідки тільки у чоловіків, тоді як уражені жінки є переносниками мутацій гену, але не мають симптомів.
При аналізі виділених мутантних кіназ, було виділено дві групи:
Перша група(гемолітична анемія і невропатія): мутації впливають насамперед на амінокислоти, які відіграють головну роль у збереженні структури білка а також дестабілізують альфа-спіралі появою проліну. Це ускладнює набуття потрібної просторової структури и веде до сильного зменшення стабільності і невеликого зменшення каталітичної активності PGK-1, призводячи до гемолітичної анемії. Дестабілізовані ензими швидко деградують при підвищенні температури (лихоманка, фізичне навантаження), але у скелетних м'язах дестабілізовані мутантні варіанти оперативно замінюються, тому не спостерігаються випадки м'язової дисфункції(міопатії). У нервовій тканині швидкість заміни не достатня, тому додатково спостерігаються неврологічні розлади (зменшення синтезу 3-PG також має вплив на синтез нейромодуляторів)
Друга група(міопатія): мутації впливають на амінокислоти, які грають ключову роль в утворенні водневих зв'язків у сайтах зв'язування субстратів. Це призводить до значного падіння каталітичної активності ензиму але не сильно впливає на термостійкість. Тому у паціентів с цієї групи спостерігалися м'язові дисфункції, і майже не проявлялися анемії і неврологічні розлади.

## Піруваткіназа м'язів (PKM-2)
Піруваткіназа м'язів (EC:2.7.1.40) PKM-2 -гліколітичний фермент, який каталізує перенесення фосфорильної групи з фосфоенолпірувату (PEP) на АДФ, утворюючи АТФ. На додаток до гліколітичної дії впливає на трансляцію та транскрипцію у клітинах, особливо ракових.
У вигляді тетрамеру виконує гліколітичну функцію, у вигляді мономеру є цитозольним тироїд-зв'язувальним протеїном CTHBP

### Ізоферменти
Піруват кіназа в клітинах ссавців має чотири ізоформи: L, R, M1, M2 кодовані 2 різними генами: PKLR і PKM. Ізоферменти L і R генеруються з PKLR, М1 і М2 з гена РКМ шляхом диференціального сплайсингу РНК. Тип L є основним у печінці, R міститься в еритроцитах, M1 є основною формою в м'язах, серці та мозку, а M2 міститься в тканинах де відбувається диференціація, наприклад у ранніх тканинах плода, а також у більшості ракових клітин.

### Структура і механізм
Може існувати як мономер і гомотетрамер. За відсутності D-фруктози 1,6-бісфосфату (FBP) мономерна форма зв'язує Т3 і не переходить в тетрамер, у присутності FBP мономер оборотно асоціюється, утворюючи гомотетрамер. Утворення тетрамеру індукує активність піруваткінази бо тетрамерна форма має високу спорідненість до субстрату і пов'язана з гліколітичним ферментним комплексом. Одночасно зв'язування з тироїдами інгібується. Зв'язування з певними онкопротеїнами, такими як онкопротеїн HPV-16 E7, може спричинити димеризацію, тому в пухлинах існує в майже неактивній димерній формі, така форма має меншу спорідненість до субстрату. FBP стимулює утворення тетрамерів з димерів. Співвідношення між високоактивною тетрамерною формою та майже неактивною димерною формою визначає, чи вуглеці глюкози направляються до біосинтетичних процесів чи використовуються для виробництва гліколітичного АТФ. Алостеричним регулятором є фруктоза 1,6-бісфосфат (FBP), кофакторами ензиму слугують Mg2+ i K+, інгібітором слугує оксалат.

### Хвороби
РКМ-2 має експресуватися в тканинах плоду а не дорослого організму, де поступово замінються трьома іншими ізоформами. Але у ракових пухлинах експресія починається знову, сприяючи проліферації ракових клітин. Присутність цієї ізоформи настільки значна і специфічна, що її наявність у плазмі крові людини використовується як молекулярний маркер для діагностики різних видів раку. В пухлинах замість експресії РКМ-1 починається експресія РКМ-2, яка при взаємодії з онкопротеїнами (pp60v-src, HPV-16 E7, і A-Raf) переходить в димерну форму, яка не проявляє кіназної активності, вся доступна глюкоза йде на процеси біосинтезу і сприяє росту пухлини..
У пухлинних клітинах підвищена швидкість вироблення лактату в присутності кисню називається ефектом Варбурга. Генетична маніпуляція раковими клітинами, щоб вони продукували дорослий РКМ1 замість РКМ2, змінює ефект Варбурга і зменшує швидкість росту цих модифікованих ракових клітин.

## Кетогексокіназа (KHK)
Основна стаття: KHK
Кетогексокіназа (KHK or ketohexokinase) — фермент класу трансфераз, підкласу фосфотрансферази. Кетогексокіназа каталізує перетворення dD-фруктози у фруктозо-1-фосфат. Потім фруктоза-1-фосфат перетворюється на тригліцериди, жирні кислоти і, зрештою, ліпопротеїни дуже низької щільності (Elliott et al., 2002).

### Функція
Каталізує фосфорилювання фруктози до фруктозо-1-фосфату.
Кетогексокіназа (KHK, також відома як фруктокіназа) ініціює шлях, через який метаболізується більшість харчових фруктоз. Кетогексокіназа (KHK) ініціює харчовий катаболізм фруктози (у печінці та клітинах острівців підшлункової залози), фосфорилюючи її до фруктозо-1-фосфату.
Більшість фруктози метаболізується в печінці, що пояснює деякі метаболічні відмінності між фруктозою та глюкозою. Домінуючий метаболічний шлях протікає через фруктозо-1-фосфат і приєднується до шляху гліколізу на рівні тріоз гліцеральдегід 3-фосфат та дигідроксиацетонфосфат (рис. 6.10). Менша частка приєднується до шляху гліколізу безпосередньо через фосфорилювання до проміжного гліколізу фруктоза 6-фосфату магнієзалежною гексокіназою (EC2.7.1.1). Інша значна частка введеної в їжу фруктози може бути безпосередньо перетворена в глюкозу за допомогою сорбіту (Kawaguchi et al., 1996).

### Ізоформи
Ген KHK експресує дві ізоформи, KHK-A і KHK-C, що є результатом альтернативного сплайсингу екзону 3. KHK-C, який експресується виключно в декількох тканинах, включаючи печінку, рухає вищезазначеним метаболізмом. І навпаки, не вважається, що KHK-A сприяє цьому метаболізму, оскільки його ферментативна функція дуже низька на фізіологічному рівні фруктози. Проте, оскільки KHK-A повсюдно експресується в більшості тканин, KHK-A, як вважають, має деякі біологічні функції, крім енергетичного обміну. KHK -A сприяє синтезу нуклеїнових кислот шляхом безпосереднього фосфорилювання фосфорибозилпірофосфатсинтетази 1 (PRPS1), сприяючи тим самим проліферації клітин.

### Хвороби
Вживання дієтичної фруктози різко зросло за останні роки, значною мірою через надмірне вживання кукурудзяного сиропу з високим вмістом фруктози (Gross et al., 2004). Показано, що дієти з високим вмістом фруктози сприяють різноманітним метаболічним порушенням, включаючи ожиріння, гіперліпідемію, гіпертонію, резистентність до інсуліну, а в деяких випадках і метаболічний синдром (Basciano et al., 2005).
Епідемія ожиріння та діабету 2 типу пов'язана зі збільшенням споживання цукрів, що містять фруктозу, таких як сахароза та кукурудзяний сироп з високим вмістом фруктози. У клітинах ссавців фруктоза метаболізується переважно за допомогою фосфорилювання до фруктози-1 фосфату кетогексокіназою (KHK) або альтернативними шляхами.
Метаболічний синдром, спричинений фруктозною дієтою, може спричинити: вісцеральне ожиріння, резистентність до інсуліну, про запальні зміни вісцерального жиру (вироблення прозапальних адипокінів та інфільтрація макрофагів). Блокування KHK і перенаправлення метаболізму фруктози на альтернативні шляхи є ефективним способом запобігання вісцеральному ожирінню та резистентності до інсуліну, спричинених високим вмістом фруктози, широко розповсюдженої складової західних дієт.
Було досліджено, що KHK-A сприяє метастазуванню раку молочної залози при стимуляції фруктозою, а також продемонстрував сигнальний шлях, відповідальний за метастази, викликані фруктозою. Ця забезпечує розумний механізм, що підтверджує клінічні докази загострення раку, викликаного фруктозою. Високе споживання фруктози слід обмежити у хворих на рак, щоб зменшити ризик метастазування. З терапевтичної точки зору сигнальний шлях KHK-A може бути потенційною мішенню для запобігання метастазуванню раку.

## Гексокіназа (HK)
Основна стаття: Гексокіназа
Гексокіназа (HK or hexokinase) — цитоплазматичний фермент класу трансфераз, підкласу фосфотрансферази. Гексокіназа (HK), фермент червоних клітин з найнижчою активністю в гліколітичному шляху, каталізує початковий етап утилізації глюкози, перетворюючи D-глюкозу в D- глюкозо-6-фосфат за участі АТФ.

### Функція
Гексокіназа є початковим ферментом гліколізу, каталізуючи фосфорилювання глюкози до глюкози-6-фосфат. Гексокіназа номінально є першим кроком у гліколізі, але не основною точкою регуляції, оскільки глюкоза 6-фосфат є точкою розгалуження, що веде до глікогену та до шляху пентозофосфату. Важливо, що глюкоза-6-фосфат є інгібітором гексокінази, тому, якщо інші шляхи повільні і якщо фосфофруктокіназа інгібується, то кількість глюкоза-6-фосфат буде збільшуватися та інгібувати гексокіназу. І навпаки, якщо фосфофруктокіназа активується, наприклад, за рахунок зниження АТФ та збільшення АМФ, фруктоза 6-фосфат та глюкоза 6-фосфат зменшаться, а гексокіназа буде активована. Транспорт глюкози в клітину також стимулюється інсуліном у м'язових та жирових клітинах, які є тканинами, що мають регульований інсуліном транспортер Glut4. Навпаки, транспорт глюкози в печінку та з неї швидкий, каталізується Glut2.

### Ізоформи
У тканинах ссавців є чотири ізоформи HK: I, II, III та IV (вони ж глюкокінази) (Рисунок 1b).
Глюкокіназа має молекулярну масу ~ 50 кДа, тоді як HK-I, II та III мають молекулярну масу ~ 100 кДа, що є результатом еволюційного дублювання та злиття однодоменної молекули HK. Каталітична активність обох доменів зберігаються у HK-II, тоді як активність обмежена карбоксильним кінцевим доменом HK-I та HK-III. HK-I, II та III мають вищу спорідненість до глюкози порівняно з HK-IV. HK-I є основною ізоформою мозку, але також повсюдно вираженою. ізоформа в чутливих до інсуліну тканинах, таких як жирова, скелетна та серцева мускулатура.8 HK-III також повсюдно експресується, але не переважає в жодній тканині, тоді як експресія HK-IV, глюкокінази, обмежена головним чином у печінці та підшлунковій залозі.
Два ізоферменти HK, HK1 і HKR, є продуктом одного гена HK-1 за допомогою альтернативного сайту ініціації трансляції.

### Хвороби
Поліморфізм одного нуклеотиду в HK-1 був сильно пов'язаний зі зниженням рівня гемоглобіну та гематокриту в європейській популяції. Дефіцит HK є рідкісною причиною спадкової хронічної несфероцитарної гемолітичної анемії, повідомляється лише про кілька десятків випадків у 19 сім'ях. Більшість пацієнтів є жителями півночної частини Європи, хоча один випадок був зареєстрований у китайців. Молекулярний дефект характеризувався лише у чотирьох пацієнтів, двоє були гомозиготними. HK наближається до генерації 2,3-BPG, і, отже, зниження рівня 2,3-BPG при дефіциті HK призводить до зсунутої вліво кривої дисоціації гемоглобіну та кисню та більш симптоматичної анемії, ніж порівнянні рівні анемії, що спостерігаються у пацієнтів з іншими порушеннями еритроцитів. Мишача модель дефіциту HK демонструє важку гемолітичну анемію з великим відкладенням заліза в тканинах та вираженим ретикулоцитозом.

#### Рак
Ключовою ознакою багатьох видів раку, особливо найбільш агресивних, є здатність метаболізувати глюкозу з підвищеною швидкістю — фенотип, виявлений клінічно за допомогою позитронно-емісійної томографії (ПЕТ). Цей фенотип забезпечує раковим клітинам, включаючи ті, що беруть участь у метастазуванні, чітке конкурентне перевагу над нормальними клітинами. Зокрема, після швидкого надходження глюкози в ракові клітини на чере транспортері глюкози, високогліколітичний фенотип підтримується гексокіназою (в першу чергу HK II), яка надмірно експресується і зв'язується із зовнішньою мітохондріальною мембраною через поріноподібний білковий аніонний канал, залежний від напруги (VDAC). Цей білок і транспортер нуклеотидів аденіну переміщують АТФ, щойно синтезований внутрішньою мембраною, розташованою АТФ-синтазою, до активних ділянок на HK II. Велика кількість HK II зв'язує як АТФ, так і вхідну глюкозу, виробляючи продукт глюкоза-6-фосфат, також із підвищеною швидкістю. Потім цей критично важливий метаболіт служить одночасно біосинтетичним попередником для підтримки проліферації клітин і попередником молочної кислоти, яка, виходячи з ракових клітин, спричиняє несприятливе середовище для нормальних клітин. Незважаючи на те, що сприяє цій хімічній війні, HK II завдяки мітохондріальному розташуванню також пригнічує загибель ракових клітин, збільшуючи тим самим їх можливість метастазування та остаточної смерті людини-господаря. З цих причин, націлювання на цей ключовий фермент в даний час досліджується в декількох лабораторіях в рамках стратегії розробки нових методів лікування, які можуть змінити хід на триваючу боротьбу за пошук ефективних ліків від раку. Одним з таких кандидатів є 3-бромопіруват, який нещодавно було показано, щоб знищити гепатоцелюлярну карциному на позитивній стадії, на тваринній моделі без видимої шкоди для тварин.

## Нуклеозиддифосфаткіназа А (NME1)
Основна стаття: NME1
Нуклеозиддифосфаткіназа А (EC: 2.7.4.6) — це фермент класу трансфераз, підкласу фосфотрансферази.

### Структура
Массе та ін. (2002) визначили, що ген NME1 миші містить 5 екзонів і охоплює близько 9,0 kb, подібно до гена людини. Промотори генів NME1 миші та людини, як і інші гени NME, містять кілька сайтів зв'язування для AP2 (107580), NF1 (613113), Sp1 (189906), LEF1 (153245) та елементи відповіді на глюкокортикоїдні рецептори (138040).

### Функція
Каталізує перенос фосфатної групи з АТФ на 2'-дезоксирибонуклеозид 5'-дифосфат: Основна роль у синтезі нуклеозидтрифосфатів, крім АТФ. Гамма-фосфат АТФ переноситься в бета-фосфат NDP за допомогою механізму пінг-понгу, використовуючи фосфорильований проміжний продукт з активним центром. Володіє нуклеозид-дифосфат-кіназою, серин / треонін-специфічною протеїнкіназою, гераніл- та фарнезил-пірофосфат-кіназою, гістидин-протеїнкіназою та 3'-5' екзонуклеазною активністю. Бере участь у проліферації, диференціюванні та розвитку клітин, передачі сигналів, ендоцитозі рецепторів, пов'язаних з G білками, та експресії генів. Необхідний для розвитку нервів, включаючи нейронне візерунок та визначення долі клітини.

### Ізоформи
Нуклеозиддифосфатна кіназа (NDK) існує у вигляді гексамеру, що складається з ізоформ «А» (кодується цим геном) та «В» (кодується NME2). Мутації цього гена виявлені в агресивних нейробластомах. Ізоформа А експресується в серці, мозку, плаценті, легенях, печінці, скелетних м'язах, підшлунковій залозі, селезінці та тимусі. Виражається в клітинних лініях карциноми легенів, але не в нормальних тканинах легенів. Ізоформа В повсюдно експресується, і її експресія також пов'язана з диференціацією пухлини.

### Хвороби
Надмірна активність NME1, що сприяє метастазуванню, демонструють у різних типах раку людини, включаючи меланому та карциноми молочної залози, шлунка та щитоподібної залози. Вплив NME1 визначали шляхом примусової його тимчасової експресії в клітинних лініях, використовуючи новий аденовірусний вектор на основі Ad5 (Ad5-NME1), а потім через 48 годин аналіз профілів експресії РНК за допомогою мікрочипа мікрочипів U133A. Надійна експресія NME1 була досягнута після зараження аденовірусом Ad5-NME1 в клітинних лініях людини, отриманих метастазами WM1158 (меланома) та WRO82 (фолікулярна карцинома щитоподібної залози), що призводить до широкомасштабних ефектів на експресію генів в обох параметрах. Значна частка генів, регульованих NME1, виявлених в експерименті, мала явне потенційне значення для метастазування, таких як матрична металопротеїназа-1 (MMP1), ангіопоетин-2 (ANGPT2), SERPINB9 та рецептор-2B, стимулюючий колонію (CSFR2B).

## Нуклеозиддифосфаткіназа В (NME2)
Основна стаття: NME2
Нуклеозиддифосфаткіназа В — є ензимом, що кодується геном NME2. За функціональністю досить схожий на ізоформу «А». Належить до трансфераз, кіназ, активаторів.

### Структура
Гени NME2 миші та людини містять 5 екзонів і охоплюють приблизно 6,0 kb. Їх промотори, як і інші гени NME, містять кілька сайтів зв'язування для AP2 (107580), NF1 (613113), Sp1 (189906), LEF1 (153245) та елементи відповіді на глюкокортикоїдні рецептори (138040).

### Функція
Основна роль у синтезі нуклеозидтрифосфатів, крім АТФ. Гамма-фосфат АТФ переноситься в бета-фосфат NDP за допомогою механізму пінг-понгу, використовуючи фосфорильований проміжний продукт з активним центром (за подібністю). Негативно регулює активність Rho, взаємодіючи з AKAP13 / LBC. Діє як транскрипційний активатор гена MYC; неспецифічно пов'язує ДНК . Зв'язується як з одноланцюговими, багатими на гуанін, так і з цитозином ланцюгами в межах нуклеазного гіперчутливого елемента (NHE) III області промотору гена MYC. Не зв'язується з дуплексним NHE III. Володіє ДНК-зв'язуючою активністю G-квадруплекса (G4), яка не залежить від його нуклеотидно-зв'язуючої та кіназної активності. Зв'язує як складений, так і розгорнутий G4 з однаковими низькими наномолярними спорідненостями. Стабілізує складені G4 незалежно від того, попередньо складені вони чи ні (PubMed: 25679041). Виявляє активність гістидину протеїнкінази.

### Хвороби
NME2, який раніше розглядався як антиметастатичний ген, відіграє певну роль у інвазійності клітин раку шлунка. Використовуючи технологію тканинних чіпів та імуногістохімію, було продемонстровано, що експресія NME2 пов'язана з рівнями диференціювання ракових клітин шлунка та їх метастазуванням у лімфатичні вузли. Коли продукт гена NME2 був надмірно виражений, в пробірцістабільна трансфекція, клітини з клітинних ліній раку шлунка BGC823 та MKN45 мали знижені швидкості проліферації, міграції та інвазії через матрикс колагену, що свідчить про інгібуючу активність NME2 у процесі поширення та інвазії раку шлунка. Отже, NME2 може бути важким як маркер ризику інвазивності раку шлунка та потенційною новою мішенню для генної терапії для посилення або стимулювання експресії NME2.